# Ziua națională a Belgiei

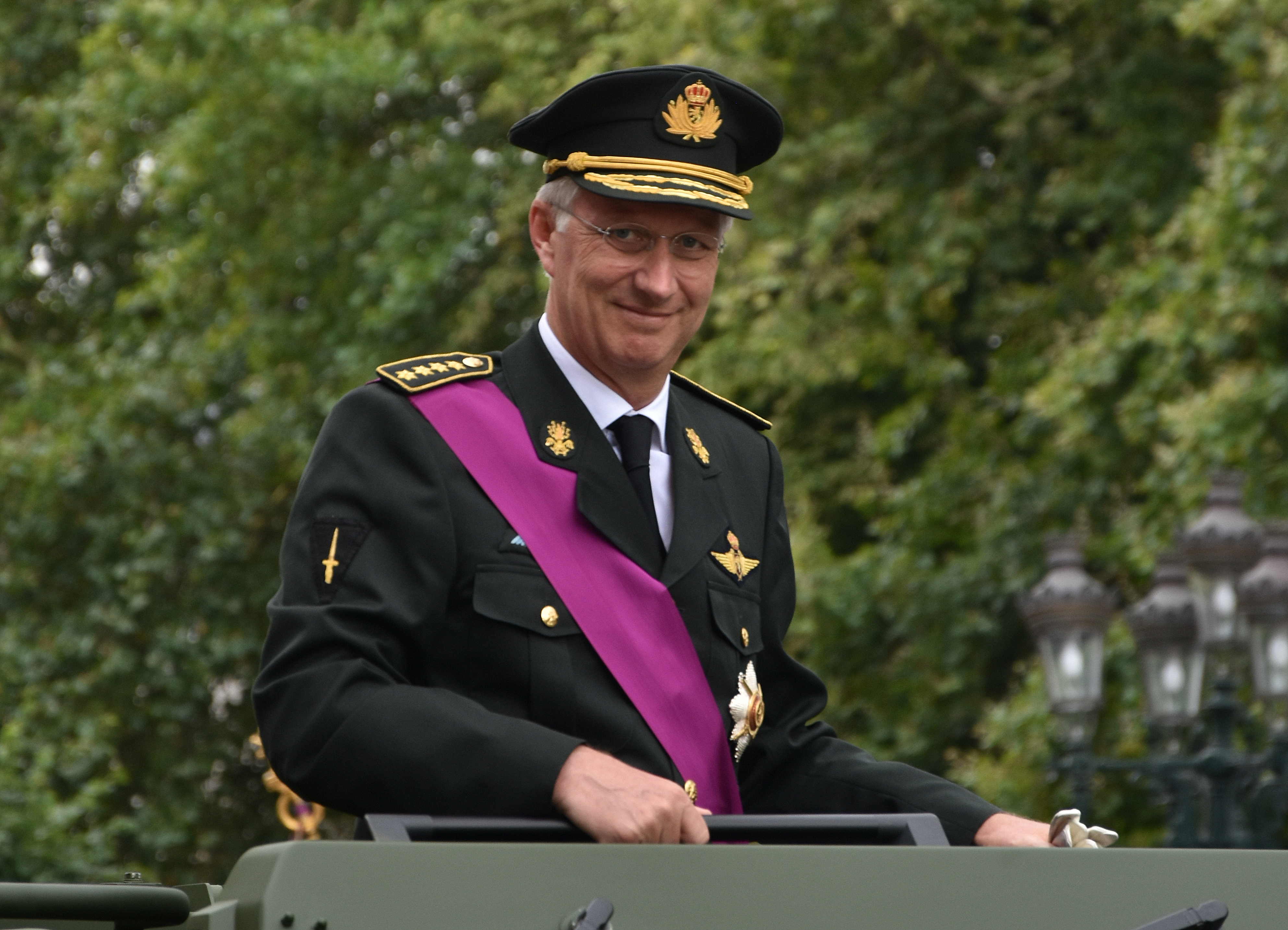
Regele Filip în 2018 la Bruxelles, în timpul defilării din cadrul zilei naționale.

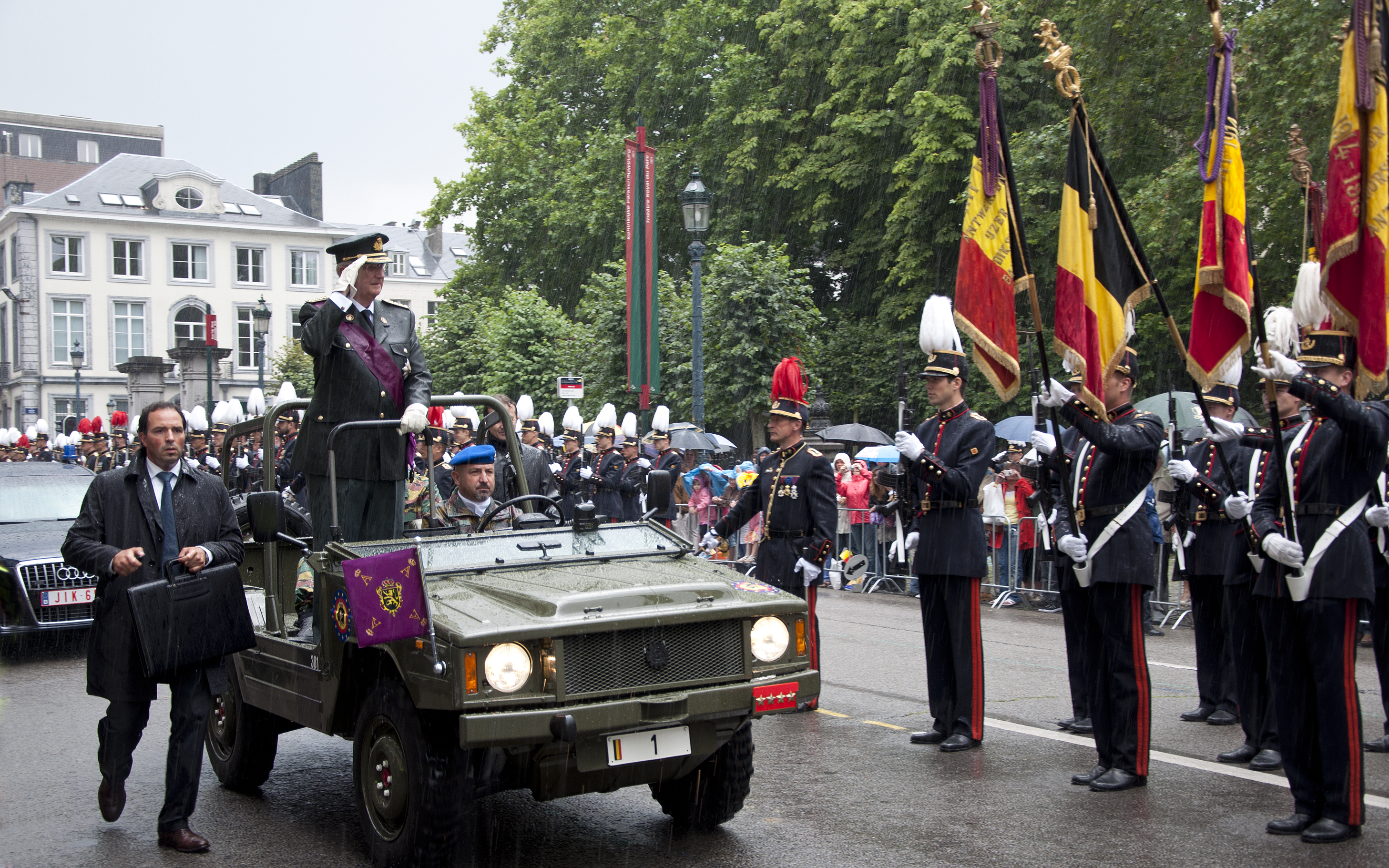
Regele Albert al II-lea în timpul paradei militare, pe 21 iulie 2011.

Ziua națională a Belgiei (în neerlandeză Nationale feestdag van België; în franceză Fête nationale belge; în germană Belgischer Nationalfeiertag) este sărbătoarea națională a Belgiei și se sărbătorește pe 21 iulie. Este data când, în anul 1831, Leopold de Saxa-Coburg-Gotha a jurat credință constituției și a devenit primul Rege al Belgienilor. Jurământul a reprezentat ultimul act al ascensiunii la tron a lui Leopold I.
Ziua de 21 iulie reprezintă una din cele 10 sărbători legale din Belgia, iar magazinele, băncile, oficiile poștale și alte servicii publice sunt închise.

## Ascensiunea la tron a lui Leopold I
După revoluția belgiană din 1830 care a condus la independența noului stat, Congresul Național a decis ca Belgia să devină regat. În căutarea unui monarh, revoluționarii belgieni s-au oprit la Prințul Leopold de Saxa-Coburg-Gotha, un aristocrat german popular în Imperiul Britanic. Leopold a fost de acord, iar Congresul Național l-a ales, pe 4 iunie 1831, ca prim Rege al Belgienilor.
Intrarea lui Leopold I în Belgia a început cu îmbarcarea sa pe vapor la Dover, în Anglia, pe 16 iulie 1831, și debarcarea în orașul francez Calais, de unde și-a continuat traseul într-o trăsură până în orașul belgian de frontieră De Panne. În următoarele zile a călătorit mai departe trecând prin Bruges și Gent, iar pe 21 iulie 1831, în Piața Regală din Bruxelles, a depus jurământul constituțional ca prim Rege al Belgienilor.

## Data anterioară a sărbătorii
Congresul Național a decis pe 19 iulie 1831, la solicitarea lui Charles Rogier, ca independența Belgiei să fie sărbătorită timp de trei zile începând din 27 septembrie, dată când forțele olandeze au fost alungate de revoluționarii belgieni din Bruxelles. În 1880, relațiile cu Țările de Jos se normalizaseră și s-a considerat inadecvată organizarea de comemorări triumfale ale acelor evenimente. Prin urmare, datele zilei naționale au fost modificate prin lege în a treia duminică a lunii august și în următoarele două zile.
În final, pentru a întări legătura între sărbătoare, monarhie și ordinea constituțională, oficialii belgieni au decis ca ziua națională să fie celebrată pe 21 iulie, data înscăunării lui Leopold I. De altfel, sărbătorirea în august nu se bucurase de succesul scontat, fiind organizată în perioada concediilor.

## Ceremonii
În timpul sărbătoririi zilei naționale sunt organizate diverse ceremonii. Regele și alți membri ai familiei regale iau parte dimineața la un Te Deum la Catedrala Sfinții Mihail și Gudula din Bruxelles. La ceremonia religioasă participă și importanți oameni politici din Belgia, ambasadori și reprezentanți ai diverselor instituții europene.
După amiaza, regele trece în revistă trupe ale Forțelor Armate Belgiene care defilează pe strada Rue de la Loi / Wetstraat și în perimetrul Parcului din Bruxelles, în fața Palatului Regal. La defilări iau parte și contingente străine aparținând aliaților Belgiei din Uniunea Europeană și NATO. Pe lângă defilările militare, ceremoniile sunt însoțite de parade aviatice ale Forțelor Aeriene și de defilări civile. 
Seara are loc un foc de artificii care închide în mod tradițional festivitățile. Începând din 2003 se organizează și un concert cunoscut ca „Balul național”.
În 2002, defilările au avut loc în mod excepțional în Parcul Cinquantenaire / Jubelpark. În 2013, încoronarea noului rege Filip a avut loc pe 21 iulie. În 2019, la festivitățile de ziua națională au asistat circa 100.000 de persoane.

## Alte activități
Pe 21 iulie, pe tot cuprinsul Belgiei sunt organizate servicii religioase, piețe de vechituri sau concerte publice. Drapele ale Belgiei sunt afișate în magazine și locuințe particulare. Deoarece din cauza climei Belgiei plouă adesea în timpul ceremoniilor, ziua națională este denumită în mod popular în franceză „La drache nationale” (în română Ploaia torențială națională).
În capitala Belgiei se organizează diverse activități în special în și în jurul Parcului din Bruxelles sau în Piața Poelaert. De ziua națională, Parlamentul Federal este deschis publicului care dorește să-l viziteze. 